# Pavlovskij rajon (Territorio di Krasnodar)
Il Pavlovskij rajon (in russo Павловский район?) è un rajon del Kraj di Krasnodar, nella Russia europea.